# منية بني منصور
قرية منية بني منصور هي إحدى القرى التابعة لمركز إيتاي البارود في محافظة البحيرة في جمهورية مصر العربية. حسب إحصاءات سنة 2006، بلغ إجمالي السكان في منية بني منصور 4469 نسمة، منهم 2236 رجل و2233 امرأة، ومن أعلامها الشيخ محمود شلتوت شيخ الأزهر الأسبق.

## أعلام
- محمود شلتوت